# عریبا
عریبا (به عربی: عریبا) یک روستا در سوریه است که در ناحیه مرکزی حارم واقع شده‌است. عریبا ۵۷۵ نفر جمعیت دارد.